# 1948 v športu
1948 v športu. 
Olimpijsko leto. Poletne OI so se odvijale v Londonu, Anglija, zimske OI pa v St. Moritzu, Švica. 

## Avto - moto šport
- 500 milj Indianapolisa: slavil je Mauri Rose, ZDA, z bolidom Deidt/Offenhauser, za moštvo Lou Moore[1]

## Kolesarstvo
- Tour de France 1948: Gino Bartali, Italija
- Giro d'Italia: Fiorenzo Magni, Italija

## Košarka
- NBA: Baltimore Bullets slavijo s 4 proti 2 v zmagah nad Philadelphia Warriors[2]
- Olimpijske igre, moški - ZDA so osvojile zlato pred srebrno Francijo, bron je šel v Brazilijo[3]

## Smučanje
- Alpsko smučanje: 
  - Alpsko smučanje na Zimskih olimpijskih igrah - St. Moritz 1948: 
    - Moški:
    - Slalom: Edy Reinalter, Švica
    - Smuk: Henri Oreiller, Francija
    - Kombinacija: Henri Oreiller, Francija
    - Ženske:
    - Slalom: Gretchen Fraser, ZDA
    - Smuk: Hedy Schlunegger, Švica
    - Kombinacija: Trude Beiser, Avstrija

- Nordijsko smučanje: 
  - Smučarski skoki na Zimskih olimpijskih igrah - St. Moritz 1948: 
    - zlato je osvojil Petter Hugsted, Norveška, srebro Birger Ruud, Norveška, bron pa Thorleif Schjelderup, Norveška

## Tenis
- Moški: 
  - Odprto prvenstvo Avstralije: Adrian Quist, Avstralija [4]
  - Odprto prvenstvo Anglije - Wimbledon: Bob Falkenburg, ZDA[5]
- Ženske: 
  - Odprto prvenstvo Avstralije: Nancye Wynne Bolton, Avstralija[6]
  - Odprto prvenstvo Anglije - Wimbledon: Louise Brough Clapp, ZDA[7]
- Davisov pokal: Avstralija slavi s 4-1 nad ZDA[8]

## Hokej na ledu
- NHL - Stanleyjev pokal: Toronto Maple Leafs slavijo s 4 proti 0 v zmagah nad Detroit Red Wings
- Olimpijske igre: 1. Kanada, 2. Češkoslovaška, 3. Švica

## Rojstva
- 18. januar: Bogdan Jakopič, slovenski hokejist
- 20. januar: Inge Hammarström, švedski hokejist
- 12. maj: Jevgenij Paladjev, kazahstanski hokejist († 2010)
- 16. junij: Vili Ameršek, slovenski nogometaš
- 19. junij: Erik Schinegger (rojstno ime Erika Schinegger), avstrijski alpski smučar
- 4. julij: René Arnoux, francoski dirkač Formule 1
- 7. september: Timo Nummelin, finski hokejist
- 18. september: Vinko Jelovac, hrvaško-slovenski košarkar in trener
- 1. oktober: Vladimír Bednář, češki hokejist
- 5. november: Brigitte »Britt« Lafforgue-Duvillard, francoska alpska smučarka
- 16. november: Mate Parlov, hrvaški boksar
- 20. november: Gunnar Nilsson, švedski dirkač Formule 1
- 6. december: Keke Rosberg, finski dirkač formule 1